# ووهیداهی
ووهیداهی (انگلیسی: Vohidahy) یک شهرک در ماداگاسکار است.